# Liga Portuguesa Abolicionista
Liga Portuguesa Abolicionista (LPA) var en förening i Portugal, grundad 1926.
Den hade sitt huvudkontor i Lissabon. Den lydde under Conselho Nacional das Mulheres Portuguesas. Den syftade till att bekämpa prostitution i landet och reglementerad prostitution i synnerhet. Den framhävde de övergrepp kvinnor och barn utsattes för inom systemet, och fördömde den sexuella dubbelmoral som tolererade det. Den verkade till 1957.